# رودني باغلي
رودني باغلي (بالإنجليزية: Rodney Bagley)‏ هو مخترع أمريكي، ولد في 2 أكتوبر 1934.